# جیچو قللو (تاروکانی)
جیچو قللو (به اسپانیایی: Jichu Qullu) یک کوه در پرو است که در Peru, Arequipa Region, Arequipa Province, San Juan de Tarucani District واقع شده‌است. جیچو قللو ۴٬۶۰۰ متر بالاتر از سطح دریا واقع شده‌است.